# خشکرود (تنکابن)
خشکرود روستایی از توابع بخش مرکزی شهرستان تنکابن در استان مازندران ایران است.

## جمعیت
این روستا در دهستان گلیجان قرار دارد و براساس سرشماری مرکز آمار ایران در سال ۱۳۸۵، جمعیت آن ۵۴۳ نفر (۱۷۷خانوار) بوده‌است.